# دافي كوبر
دافي كوبر (بالإنجليزية: Davie Cooper)‏ (25 فبراير 1956 في المملكة المتحدة - 23 مارس 1995 في المملكة المتحدة) هو لاعب كرة قدم بريطاني في مركز الهجوم، شارك في كأس العالم 1986. وشارك مع منتخب اسكتلندا لكرة القدم. أما مع النوادي، فقد لعب مع نادي رينجرز ونادي ماذرويل ونادي كلايدبانك ‏.

## مسيرته الكروية
لعب دافي كوبر خلال مسيرته الاحترافية مع 3 أندية في واحد وعشرون موسمًا وسجل خلالها 95 هدفًا ضمن 655 مباراة. حيث فاز في أربعة مواسم بالكأس وفي ثلاثة مواسم بالدوري.
خاض دافي كوبر مسيرته مع نادي كلايدبانك ‏ في موسم 1974–75 في المرة الأولى واستمر معه طيلة ثلاثة مواسم ثم في موسم 1994–95 لمدة موسم واحد، مشاركًا طوالها في 111 مباراة سجل خلالها 29 هدفًا. ثم انتقل إلى نادي رينجرز في موسم 1977–78 ليلعب معه اثنا عشر موسمًا، حيث شارك في 377 مباراة سجل خلالها 49 هدفًا. لينتقل بعدها إلى نادي ماذرويل في موسم 1989–90 ليلعب معه خمسة مواسم، مشاركًا في 167 مباراة سجل خلالها 17 هدفًا.

## وصلات خارجية
- دافي كوبر على موقع الاتحاد الأوربي (الإنجليزية)
- دافي كوبر على موقع الاتحاد الإسكتلندي (الإنجليزية)
- دافي كوبر على موقع قاعدة بيانات كرة القدم.إي يو (الإنجليزية)
- دافي كوبر على موقع ناشيونال فوتبول تيمز (الإنجليزية)
- دافي كوبر على موقع عالم كرة القدم.نت (الإنجليزية)